# Seehund-Klasse
Als Seehund wird in der Deutschen Marine ein ferngelenktes Minenräumboot bezeichnet, das zur Bekämpfung von Seeminen durch akustische und magnetische Felder eingesetzt wird. Kern des Bootes ist eine als Hohlstab ausgeführte große Magnetspule.

## Geschichte
Hohlstabräumgeräte wurden schon im Zweiten Weltkrieg von der Deutschen Kriegsmarine erfolgreich eingesetzt und in den 1960er Jahren mit den Prototypen Walross und Seekuh für die Bundesmarine als Fernlenkgerät neu entwickelt. Daraus wurde das heute verwendete Einsatzverfahren TROIKA PLUS entwickelt, das seit Anfang der 1980er Jahre eingesetzt wird.
Von der Seehund-Klasse wurden zwischen 1980 und 1982 18 Einheiten bei Maschinenbau Kiel (MaK) gebaut, wobei immer drei bis vier einem Hohlstablenkboot zugeordnet sind.

## Wirkungsweise
Die Boote der Seehund-Klasse sind Simulationsräumgeräte, die von einer Führungsplattform aus ferngelenkt werden. Sie bestehen im Wesentlichen aus einer in den Rumpf integrierten magnetischen Spule für das Räumen von Magnetminen. Zusätzlich führt jedes Boot eine Geräuschboje zum Räumen von akustischen Minen mit.
Mit diesen Vorrichtungen erzeugt das Boot im Einsatz schiffsähnliche Magnetfelder und Geräusche, die die Zünder der Seeminen auslösen und die Mine zur Detonation bringt. Durch seine besondere Bauart nimmt das auslösende Boot dabei keinen Schaden.

## Technik und Modernisierung
Der Seehund wird durch einen Zwölfzylinder-V-Diesel, der seine Kraft mittels Hydraulik auf einen Schottel-Ruderpropeller überträgt, angetrieben.
Der eigentliche Hohlstab ist mit einem hölzernen Bootsrumpf, einem Deck und einem Brückenhaus versehen, das die auf dem Boot einsetzbare Besatzung aufnimmt. Außerdem verbessern diese Ausstattungsmerkmale das Seeverhalten. Somit sind die Boote seefeste und solide Fahrzeuge, die auch in schweren Wetterlagen einsatzfähig bleiben.
In der Zeit von 2007 bis Ende 2011 wurden die nunmehr fast 30 Jahre alten Boote bei der jetzigen P+S Werften GmbH für fast 25 Millionen Euro modernisiert und instand gesetzt. Insbesondere die Bereiche der Elektrotechnik, des Antriebs- und der Ankereinrichtung wurden technisch aktualisiert. Eine besondere Herausforderung war das Neuwickeln der Magnetspule. Hierzu wurde die einzigartige „Seehundwickelmaschine“ im Marinearsenal Kiel reaktiviert. Mit dieser war es möglich, die rund zehn Kilometer Kupferkabel um den Kesselkörper zu wickeln.

## Betrieb und Einsatz
Die Boote waren zunächst dem in Wilhelmshaven stationierten 6. Minensuchgeschwader zugeordnet. Als Hohlstablenkboote dienten sechs Boote der Lindau-Klasse (Klasse 320), die zur Klasse 351 umgebaut wurden und zusammen mit dem Tender Werra das 6. Minensuchgeschwader bildeten.
Die Hohlstablenkboote wurden später von Booten der Ensdorf-Klasse (Klasse 352) ersetzt. Bis zu dessen Auflösung 2015 war das in Kiel stationierte 5. Minensuchgeschwader mit diesem System ausgerüstet.
Bei Überführungsfahrten, z. B. das Verlegen in das Einsatzgebiet, befanden sich zwei Mann Besatzung auf dem Seehund. Das Fahren eines Bootes der Seehund-Klasse war nur Soldaten mit „Seehundführerschein“ erlaubt. Für den Erwerb des Führerscheins durchlief der Soldat eine dreiwöchige Ausbildung, die mit einer Prüfung abgeschlossen wurde.
1991 stellte dieses Seeminen-Fernräumsystem in der zweiten Phase der Operation Südflanke seine Leistungsfähigkeit und Sicherheit unter Beweis. In einem nach Minenjagdoperationen der Alliierten Streitkräfte als minenfrei angesehenen Gebiet räumte das TROIKA-System annähernd 20 Grundminen ohne Verluste.
Im Dezember 2015 wurden sechs Seehunde zur Verschrottung angeboten. Die Ausschreibung wurde im Januar 2018 durch die VEBEG erneuert.